# Enrique Meneses
Enrique Meneses Miniaty (Madrid, 21 de octubre de 1929-Madrid, 6 de enero de 2013) fue un periodista, escritor y fotógrafo español.

## Biografía
Nacido en Madrid, sus padres, originarios de la provincia de Palencia, procedían de familia de orfebres y plateros.[cita requerida] Su padre era Enrique Meneses Puertas, periodista y director de la revista Cosmópolis —y autor de La cruz de Monte Arruit (1922) sobre el desastre de Annual— y su madre, Carmen Miniaty, hija de los condes de Miniaty, era una deportista pionera ganadora de varios trofeos de tenis.
Pasó parte de su infancia en París, donde vivió la ocupación alemana durante la Segunda Guerra Mundial. Al final de la contienda se trasladó con su familia a Portugal, mientras el padre volaba a Buenos Aires para trabajar como periodista. Terminó el Bachillerato francés y el español.
Cursó estudios de Derecho en la Universidad de Salamanca y Madrid. Hizo los cursos especiales para profesionales de periodismo, aunque ya había publicado su primer reportaje en 1947 con motivo de la muerte de Manolete con solo 17 años. Fue publicado en numerosos diarios de América Latina. Creó una agencia, Prensa Universal, que fue cerrada un año después de su nacimiento por haber publicado artículos de Jesús Galíndez, exiliado vasco en Nueva York.
En 1954 se fue a vivir a Egipto donde colaboró en la prensa local. En 1956 atraviesa África desde El Cairo hasta Ciudad del Cabo y vuelta de nuevo a El Cairo. A su regreso a la capital egipcia, en 1956, cubre la guerra del Canal de Suez para Paris Match e Informaciones. 
En 1958 se desplaza a Cuba, donde se convierte en el primer reportero que convive, durante cuatro meses, con los revolucionarios cubanos en Sierra Maestra. Allí conoció a Fidel Castro y al Che Guevara. Algunos meses antes de su salida de la isla, en donde estuvo preso de la policía de Batista durante una semana, consigue enviar su reportaje sobre la revolución cubana a la revista Paris Match. Dicho artículo causó gran sensación a nivel mundial. 
Fue corresponsal en la India y también en Oriente Medio durante siete años para la revista Paris Match. Durante dos años ejerce en Europa de freelance y funda la cooperativa Delta Press. En 1962 marcha a Nueva York donde mantiene su condición de freelance hasta noviembre de 1963, asesinato del presidente Kennedy. En 1964 funda la agencia Fotopress para el Grupo Prensa Española. En Televisión Española dirigió el programa "A toda Plana" (1964 y 1965). En 1972 es director general de ABC de Las Américas. En 1973 vuelve a Televisión Española para trabajar en el programa "Los Reporteros". Dirige la edición española de Lui y en 1976 pasa a ser director de la edición española de Playboy. 
En 1982 creó y ejerció de director del programa Los Aventureros en Radio Nacional. En 1983 realizó la serie "Robinson en África" para TVE.
En su dilatada trayectoria ha publicado en publicaciones tan destacadas como Stern, Época (Italia), Cambio 16, Gaceta Ilustrada, La Actualidad Española.
Entrevistó a algunos de los personajes más decisivos de la historia contemporánea; a Nasser, al rey Hussein de Jordania, al rey Faissal de Arabia, al dalái lama, el Sah de Irán, Farah Diba, Salvador Dalí, Martín Luther King Jr, Mohammed Ali, entre otros.  
Cabe destacar también, la cobertura que ofreció del día de "la marcha por el trabajo y la libertad de los afroamericanos" encabezada por Martin Luther King (1963), así como de la guerra de Rodesia, de Angola, de Bangla Desh cuando se independizó de Pakistán. Cubrió también el asedio de Sarajevo en 1993.
Destaca la publicación de los siguientes libros: Fidel Castro (1966), Nasser, el último faraón (1970), La bruja desnuda (1976), Seso y Sexo (1979), La nostalgia es un error, José Luis de Vilallonga (1980), Escrito en carne (1981), Una experiencia humana… Robinson en África (1984), Castro, empieza la revolución (1995), África, de Cairo a Cabo (1998) y Hasta Aquí Hemos Llegado (marzo de 2006). Cada miércoles, desde el nacimiento del diario y hasta su desaparición como medio escrito, escribió una columna de internacional en el Diario Público. 
Falleció el 6 de enero de 2013 en España.